# Claspettomyia tenuiforceps
Claspettomyia tenuiforceps är en tvåvingeart som beskrevs av Junichi Yukawa 1971. Claspettomyia tenuiforceps ingår i släktet Claspettomyia och familjen gallmyggor. Inga underarter finns listade i Catalogue of Life.